# Dennis Kirkegaard
Dennis Kirkegaard (født 4. maj 1981 i Vemb) er en dansk håndboldspiller, der spiller for den danske klub Bjerringbro-Silkeborg.